# (3930) Vasilev
(3930) Vasilev (1982 UV10) – planetoida z pasa głównego asteroid okrążająca Słońce w ciągu 5,53 lat w średniej odległości 3,13 j.a. Odkryta 25 października 1982 roku.